# Eutettix placida
Eutettix placida är en insektsart som beskrevs av Delong 1980. Eutettix placida ingår i släktet Eutettix och familjen dvärgstritar. Inga underarter finns listade i Catalogue of Life.